# Absetzen (Tierzucht)
Als Absetzen (lat. Ablactatio) bezeichnet man in der Tierzucht die Trennung des Nachwuchses vom Muttertier am Ende der Säugezeit und die damit verbundene Umstellung auf milchlose Fütterung. Beim Menschen wird diese Ernährungsumstellung als „Entwöhnung“ oder Abstillen bezeichnet.
Das Absetzalter, also der Zeitpunkt des Absetzens, ist in der Nutztierhaltung auch technologisch und seuchenhygienisch bedingt, allerdings durch ernährungsphysiologische Erfordernisse nach unten limitiert. Die Umstellung von der reinen Ernährung durch Milch auf die Erwachsenenkost muss durch eine schrittweise Zufütterung allmählich erfolgen, da dafür eine Reihe von Anpassungsvorgängen im Verdauungstrakt notwendig sind. 
Bedingt durch die Ernährungsumstellung und den Stress zeigen Jungtiere während des Absetzens eine erhöhte Krankheitsanfälligkeit. Zumeist ist das Absetzen zusätzlich mit einer Umstallung oder einem Weiterverkauf verbunden, was die Stressbelastung erhöht.